# Eleocharis bella
Eleocharis bella là loài thực vật có hoa trong họ Cói. Loài này được (Piper) Svenson mô tả khoa học đầu tiên năm 1929.